# Деревостій акації білої
Деревостій акації білої — ботанічна пам'ятка природи місцевого значення. Об'єкт розташований на території Олешківського району Херсонської області, квартал 19 виділ 10 Дослідного лісництва Державного підприємства «Степовий ім. В.М. Виноградова філіал УкрНДІЛГА».
Площа — 3 га, статус отриманий у 1983 році.